# Miss you (m-floの曲)
「miss you」（ミス・ユー）は、日本の音楽グループであるm-floの15thシングル（m-flo loves melody. & 山本領平 名義）。2003年10月22日に発売された。

## 解説
- m-flo再始動第2弾として、当時まだ無名の新人であったトイズファクトリー所属のmelody.とワーナーミュージック・ジャパン所属の山本領平（現在はRyohei）をフィーチャリングしている。
- 「miss you」は、日本にもアメリカにもそれまでなかった、アッポテンポなトラックにスウィートな男性ヴォーカリストとスウィートな女性ヴォーカリストのデュエット + ラップという新たな形を打ち出した楽曲である[1]。m-floのライブではアンコールの大トリで演奏されることが多い 〔ASTROMANTIC LIVE（2004年）、m-flo TOUR 2005 BEAT SPACE NINE（2005年）、m-flo TOUR 2007 COSMICOLOR（2007年）〕。
- カップリングはCHEMISTRYをフィーチャリングした「Astrosexy」 。CHEMISTRYのシングル『YOUR NAME NEVER GONE/Now or Never/You Got Me』に収録されている「Now or Never」は「Astrosexy」の別ヴァージョンであり、アニメ『アストロボーイ・鉄腕アトム』のオープニングテーマ曲となっている。
- このコラボレーション以降、☆Takuがmelody. の7thシングル「see you...」(2006年2月) をプロデュースするなど、melody. とm-floは関係を深めていった。
- 山本領平も後に、m-floの所属する事務所ARTIMAGE・レーベルrhythm zoneに移籍し、移籍後のファーストシングル「onelove feat. VERBAL (m-flo)」ではVERBALとコラボレーションした。また、m-floの20thシングル「Summer Time Love」m-flo loves 日之内絵美 & Ryohei や『m-flo inside -WORKS BEST II-』(2006年)、『COSMICOLOR』(2007年) に参加するなど、m-floには欠かせない人物となっている。
- VERBALは 「Loves シリーズにおいて『miss you』が毎回ヒントとなっており、一つの基準になっていた」と述べている[2]。

## 収録曲
1. miss you / m-flo loves melody. & 山本領平
2. Astrosexy / m-flo loves CHEMISTRY
3. miss you  (Instrumental) / m-flo loves melody. & 山本領平
4. Astrosexy  (Instrumental) / m-flo loves CHEMISTRY

## 関連する楽曲
- miss you -FreeTEMPO Mix-
  - m-flo『m-flo inside』（2004年）『ASTROMANTIC CHARM SCHOOL』（2004年）、FreeTEMPO『Imagery』（2006年）に収録。
  - このバージョンにおいてリミキサーであるFreeTEMPOは自身の楽曲『Sky High』をマッシュアップしている。
- miss you (nagareboshi REMIX)
  - melody.『Be as one』（2006年）に収録。
- miss you -m-flo Live 2004 "ASTROMANTIC" @STUDIO COAST (2004/7/10)
  - m-flo 17thシングル『let go』（2004年）初回限定ボーナストラック。
- miss you (Live version)
  - 配信限定ライブ・アルバム『m-flo TOUR 2005 BEAT SPACE NINE at 日本武道館』（2006年）に収録
- Now or Never / CHEMISTRY meets m-flo
  - CHEMISTRY『One×One』（2004年）に収録。

## カバー
- May J. & JONTE（2009年、アルバム『m-flo TRIBUTE 〜maison de m-flo〜』）